# 天主教伊雷塞教区
天主教伊雷塞教區（拉丁語：Dioecesis Irecensis），是巴西一個天主教教區，位於巴伊亞州中部。屬費拉迪聖安娜總教區。
教區成立於1979年4月28日。2006年有教友315,000人，佔總人口64.9%。有十八個堂區、司鐸二十人。現任教區主教為托馬索·卡夏內利。